# Заветное (Бахчисарайский район)
Заве́тное (до 1948 года — Алма́-Керме́н; укр. Завітне, крымскотат. Alma Kermen, Алма Кермен) — село в Бахчисарайском районе Республики Крым, в составе Почтовского сельского поселения (согласно административно-территориальному делению Украины — Почтовского поссовета Автономной Республики Крым).

## Современное состояние
В Заветном 4 улицы и 2 переулка, площадь, занимаемая селом 17,6 гектара, на которой в 145 дворах, по данным поссовета на 2009 год, числилось 440 жителей, ранее было одним из отделений совхоза им. Чкалова. В селе действует фельдшерско-акушерский пункт и несколько магазинов.

## Население
| 2001 | 2014 |
| ---- | ---- |
| 486  | ↘472 |

Всеукраинская перепись 2001 года показала следующее распределение по носителям языка:
| Язык             | Число жит. | Процент |
| ---------------- | ---------- | ------- |
| русский          | 255        | 52,47   |
| крымскотатарский | 157        | 32,3    |
| украинский       | 58         | 11,93   |
| армянский        | 4          | 0,82    |

### Динамика численности
| - 1805 год — 60 чел. - 1864 год — 28 чел. - 1887 год — 63 чел. - 1892 год — 28 чел. - 1902 год — 25 чел. - 1915 год — 0/65 чел. - 1926 год — 100 чел. | - 1939 год — 407 чел. - 1989 год — 433 чел. - 2001 год — 486 чел. - 2009 год — 445 чел. - 2014 год — 472 чел. |

## География
Расположено на севере района на левом берегу реки Альмы, в её среднем течении, у подножия горы Либекир, одной из вершин Третьей гряды Крымских гор. Расстояние до райцентра примерно 26 километров (по шоссе), до Симферополя — около 23 километров. Ближайшая железнодорожная станция — платформа 1486 км, находится в 2 км. Соседние сёла: Самохвалово на юго-востоке и Нововасильевка — на севере, примерно в 1 км, Почтовое в 1,5 км и Растущее — в 2,5 км. Высота центра села над уровнем моря 151 м. Транспортное сообщение осуществляется по региональной автодороге 35Н-070 Почтовое — Самохвалово от шоссе 35Н-019 Новопавловка — Песчаное (по украинской классификации — С-0-10232).

## Название
Исконное название села — Альма-Кермен (Алма-Кермен). Алма — название реки, на которой село расположено, а кермен по-крымскотатарски означает «крепость» — «Альминская крепость». Пётр Кеппен в труде «О древностях южнаго берега Крыма и гор Таврических» прямо указывал на происхождение названия от остатков древней крепости на окраине села и отмечал, что местные татары называли её просто Кала.

## История
Первое письменное упоминание названия Алма-Кермен, по мнению историков, относится ко второй половине X века — не позднее 961 года («Ответное письмо Хазарского царя Иосифа», Пространная редакция), но село намного старше. По результатам археологических раскопок Алма-Керменского городища, проводимых с 1954 года на окраине села установлено, что поселение существовало с конца VI века до н. э., а со II века до н. э. на нём появились скифы, которые после Диофантовых войн построили небольшую крепость. Александр Айбабин считает, что захоронения могильника, датированы  I веком до. н. э..
С I по III век в крепости находились римские войска — один из отрядов XI Клавдиева легиона, входившего в херсонесский гарнизон. Городище погибло в пожаре в IV веке в результате гуннского нашествия и возродилась, судя по немногочисленной поливной керамике XIV—XV века, не раньше конца XIV века, в период оседания татар в этих районах полуострова.
В русских источниках село впервые упоминается в Камеральном описании Крыма 1784 года как деревня бакчи-сарайскаго каймаканства Бакче-сарайскаго кадылыка Элма Кирмень и в ордере князя Потёмкина от 14 марта 1787 года об организации путешествия Екатерины II в Тавриду, где одним из пунктов остановки обозначен Алма Керменъ в 11 верстах перед Бахчисараем. После присоединения Крыма к России (8) 19 апреля 1783 года, (8) 19 февраля 1784 года, именным указом Екатерины II сенату, на территории бывшего Крымского Ханства была образована Таврическая область и деревня была приписана к Симферопольскому уезду. После Павловских реформ, с 1796 по 1802 год, входила в Акмечетский уезд Новороссийской губернии. По новому административному делению, после создания 8 (20) октября 1802 года Таврической губернии, Алма-Кермен был включён в состав Актачинской волости Симферопольского уезда.
В 1805 году, согласно Ведомости о всех селениях в Симферопольском уезде состоящих с показанием в которой волости сколько числом дворов и душ… от 9 октября 1805 года, в Алма Кермене записано 15 дворов, в которых проживало 60 человек крымских татар, на военно-топографической карте генерал-майора Мухина 1817 года в деревне Альма-Кермень обозначено всего 7 дворов. После реформы волостного деления 1829 года Альма-Кермен, согласно «Ведомости о казённых волостях Таврической губернии 1829 года» отнесли к Яшлавской волости (переименованной из Актачинской). На карте 1836 года в деревне 10 дворов. Видимо, татары выезжали из деревни в Турцию во время многочисленных эмиграций крымских татар начала XIX века, поскольку на карте 1842 года она обозначена уже условным знаком «малая деревня», то есть, менее 5 дворов (хотя наличествует мечеть).
В 1860-х годах, после земской реформы Александра II, деревню приписали к Мангушской волости. В «Списке населённых мест Таврической губернии по сведениям 1864 года», составленном по результатам VIII ревизии 1864 года, состоящая во 2-м полицейском стане Симферопольского уезда Алма-Кермень — владельческая татарская деревня, с 6 дворами, 28 жителями и мечетью при реке Алме. По обследованиям профессора А. Н. Козловского начала 1860-х годов, в селении имелись колодцы с пресной водой глубиной 2—4 сажени, а также жители пользовались водой из Альмы. На трёхверстовой карте Шуберта 1865—1876 года обозначено 9 дворов, но при этом вокруг растут хутора новых землевладельцев. По «Памятной книге Таврической губернии 1889 года», по результатам Х ревизии 1887 года, в деревне числилось 14 дворов и 63 жителя.
После земской реформы 1890 года деревню отнесли к Тав-Бадракской волости.К этому времени в деревне сложилось полностью немусульманское население — возможно, последствие массовой эмиграции после Крымской войны 1853—1856 годов; на верстовой карте 1890 года в Алма-Кермене обозначено 6 дворов с русскими жителями.
Согласно «…Памятной книжке Таврической губернии на 1892 год», в деревне Алма-Кермен, входившей в Биюк-Яшлавское сельское общество, было 28 жителей в 8 домохозяйствах, все безземельные. По «…Памятной книжке Таврической губернии на 1902 год», к этому году деревню исключили из сельского общества и приписали напрямую к волости и в ней числилось 25 безземельных жителей в 2 дворах. По Статистическому справочнику Таврической губернии. Ч.II-я. Статистический очерк, выпуск шестой Симферопольский уезд, 1915 год, в деревне Алма-Кермен Тав-Бодракской волости Симферопольского уезда числилось 5 дворов с русским населением в количестве 65 человек «посторонних» жителей, все безземельные. В хозяйствах имелось 36 лошади, 58 волов и 18 коров значатся экономия Чабовского «Алма-Кермен» и 8 приписанных к деревне (совместно с Викентьевкой) частных садов различных хозяев.
После установления в Крыму Советской власти, по постановлению Крымревкома от 8 января 1921 года была упразднена волостная система и село включили в состав вновь созданного Подгородне-Петровского района Симферопольского уезда, а в 1922 году уезды получили название округов. 11 октября 1923 года, согласно постановлению ВЦИК, в административное деление Крымской АССР были внесены изменения, в результате которых был ликвидирован Подгородне-Петровский район и образован Симферопольский и село включили в его состав. Согласно Списку населённых пунктов Крымской АССР по Всесоюзной переписи 17 декабря 1926 года, в селе Алма-Кермен Базарчикского сельсовета Симферопольского района, числился 21 двор, из них 20 крестьянских, население составляло 100 человек (55 мужчин и 45 женщин). В национальном отношении учтено: 97 русских, 2 греков, 1 украинец. Время переподчинения села Бахчисарайскому району пока точно не установлено, возможно, это результат постановления «О реорганизации сети районов Крымской АССР» от 30 октября 1930 года. По данным всесоюзная перепись населения 1939 года в селе проживало 407 человек.
В 1944 году, после освобождения Крыма от фашистов, 12 августа 1944 года было принято постановление № ГОКО-6372с «О переселении колхозников в районы Крыма» по которому в район планировалось переселить 6000 колхозников и в сентябре 1944 года в район приехали первые новосёлы (2146 семей) из Орловской и Брянской областей РСФСР, а в начале 1950-х годов последовала вторая волна переселенцев из различных областей Украины. С 25 июня 1946 года Алма-Кермен в составе Крымской области РСФСР. Современное название Алма-Кермен получил, согласно указу Президиума Верховного Совета РСФСР в 1948 году. 26 апреля 1954 года Крымская область была передана из состава РСФСР в состав УССР. Когда Заветное переподчинили [Плодовскому сельсовету пока не установлено: на 15 июня 1960 года село числилось в его составе, а на 1968 год — вновь в составе Почтовского. По данным переписи 1989 года в селе проживало 433 человека. С 12 февраля 1991 года село в восстановленной Крымской АССР, 26 февраля 1992 года переименованной в Автономную Республику Крым. С 21 марта 2014 года в составе Крыма аннексировано Россией.